# Oakdale, Illinois
Oakdale är en ort i Washington County i delstaten Illinois, USA.